# 高橋侑希
高橋 侑希（たかはし ゆうき、男性、1993年11月29日 - ）は、日本のレスリング選手。三重県出身。綜合警備保障所属。

## 来歴
桑名クラブに所属し小学校5、6年の時、全国少年少女選手権を連覇し、正和中学校進学後も全国中学生大会優勝。
いなべ総合学園高校に進学後も、インターハイにて55kg級で優勝し、史上5人目の1年生王者となり、2年となってからインターハイ55kg級を制する。2010年にはシンガポールユースオリンピックに54kg級で出場し金メダル獲得。3年時に史上3人目のインターハイ3連覇を達成。全国高校選抜大会1度、国体2度、JOC杯カデット2度の優勝も果たす。
山梨学院大学に進学後も、1年時に全日本学生選手権2位となり、国体で優勝、さらに全日本大学選手権で1年生王者となる。アジアジュニア選手権では2位。2年時は国体で優勝し、全日本選手権で3位となる。3年時は全日本選抜選手権で優勝し、プレーオフも制して世界選手権出場を決め5位に入賞した。同年の全日本選手権は準優勝。4年時も世界選手権連続出場を決め、7月にジオルコウスキ国際大会（ポーランド）でシニア初の国際大会優勝。世界選手権は4回戦で敗れ9位に終わる。リオデジャネイロオリンピック出場権を懸けた全日本選手権では優勝候補と目されるも3回戦で敗退し、出場権を逃した。
2016年、綜合警備保障に入社。3連覇が懸った全日本選抜選手権では決勝まで進むが、専修大学の中村倫也に敗れ3連覇ならず。
2017年の世界選手権57kg級では決勝まで進むと、アメリカのトーマス・ギルマンを6-0で破って世界チャンピオンとなった。世界選手権のフリースタイルでは日本選手として1981年に52kg級で優勝した朝倉利夫以来36年ぶりの金メダル獲得となった。また、高橋が優勝したことで、男女のフリースタイル及びグレコローマンの3スタイル全てを日本選手が世界選手権で初めて同時制覇することにもなった。全日本選手権でも優勝を飾った。なお、この年、テレビ番組「出川哲朗の充電させてもらえませんか？」で山梨学院大学体育館で世界チャンピオンになった具志堅用高とともに訪れた出川哲朗とレスリング対決した。
2018年の全日本選抜選手権でも優勝して世界選手権代表に選ばれた。世界選手権では準決勝でロシアの選手に敗れて3位にとどまり、2連覇はならなかった。2019年の世界選手権では準々決勝で敗れてメダルを獲得できなかった。全日本選手権では決勝でリオデジャネイロオリンピック銀メダリストの樋口黎に敗れた。2020年のアジア選手権では3位だった
2021年8月の東京オリンピックでは2回戦でヌリスラム・サナエフ（カザフスタン）に判定負けし、サナエフが決勝に進めなかったため敗者復活戦に回ることができずメダルに届かなかった。